# سامح فايز
سامح فايز كاتب وصحفي مصري، وباحث سياسي من مواليد بني سويف، عمل في المحاماة قبل أن يتفرغ للصحافة الثقافية، تخرج سنة 2007م من كلية الحقوق في جامعة عين شمس، فاز كتابه «حكايات عن القراءة» الصادر عن الدار المصرية اللبنانية، بجائزة ساويرس الثقافية لعام 2021م في مجال النقد الأدبي.

## حياته
وُلد سامح فايز في بني سويف بمصر سنة 1985م، وتخرج من كلية الحقوق في جامعة عين شمس سنة 2007م. عمل في المحاماة وبعدها تفرغ للصحافة الثقافية، وترأس تحرير بوابتي «كُتب وكتَّاب» و«الشباك» الثقافيتين، وعمل بأقسام الثقافة في صحف «فيتو» و«التحرير» و «البوابة نيوز» و «القاهرة»، ومجلات «المصور» و«الهلال»، ومواقع «حفريات»، و«العربي ستريت». شغل منصب مدير تحرير نشرة معرض القاهرة الدولي للكتاب دورة 2020م، له العديد من الدراسات والمقالات المنشورة، وحالياً يشغل منصب مدير تحرير مجلة عالم الكتاب.

## أعماله
أصدر سامح فايز العديد من الكتب، من بينها:
| عنوان الكتاب                       | قسم                                | تاريخ الإصدار   | دار النشر                  | لغة الكتاب | الترقيم الدولي       |
| ---------------------------------- | ---------------------------------- | --------------- | -------------------------- | ---------- | -------------------- |
| جنة الإخوان رحلة الخروج من الجماعة | علوم سياسية وإستراتيجية            | 10 ماي 2013م    | دار التنوير للطباعة والنشر | العربية    | ISBN13 9789953582597 |
| رحلة يوسف                          | التراجم وسير حياة الأعلام من الناس | 6 يونيو 2016م   | الكرمة للنشر والتوزيع      | العربية    | ISBN13 9789776467323 |
| أسوار القرية                       | الروايات خيالية مترجمة             | 01 يناير 2019م  | دار الهالة للنشر والتوزيع  | العربية    |                      |
| جحر السبع                          | روايات حقيقية واقعية مترجمة        | 01 يناير 2014م  | سما للنشر والتوزيع         | العربية    | 9789776451513        |
| BEST SELLER حكايات عن القراءة      | التجويد والقراءات                  | 12 فبراير 2019م | الدار المصرية اللبنانية    | العربية    | ISBN13 9789777952217 |

## الجوائز
أعلنت مؤسسة ساويرس للتنمية الاجتماعية يوم الجمعة 20 ماي سنة 2021م، أسماء الفائزين بجائزة ساويرس للتنمية الثقافية في دورتها السادسة عشر، في مجالات الرواية والقصة القصيرة والسيناريو السينمائي والنص المسرحي والنقد الأدبي، مناصفة كل من الكاتب سامح فايز عن كتاب «حكايات عن القراءة» الصادر عن الدار المصرية اللبنانية، والدكتور عبد الناصر هلال عن كتاب «الالتفات البصري– من النص إلى الخطاب» الصادر عن الهيئة المصرية العامة للكتاب فائزين بالجائرة، وأوضح الكاتب الصحفي سامح فايز أن مشروع الكتاب واجه رفضاً كبيراً عند نشره في مقالات بجريدة «القاهرة» الثقافية منذ عدة سنوات، وقلل عدد من النقاد والكتاب بالأوساط الثقافية من البيانات والإحصاءات الواردة فيه، لكن بعد 5 سنوات استطاع أن ينشر الكتاب وأن يفوز بالجائزة رغم كل الهجوم والرفض الذي قوبل به في البداية، ولفت «فايز» إلى أن الفوز اعتراف على الأقل بأن ما قدمه الكتاب مشروع حقيقي.
ويرصد كتاب «حكايات عن القراءة Best Seller» الفائز، عدداً من الظواهر الأدبية المتعلقة بالقراءة في مصر، ومنها انتشار نوعية معينة من الكتابات مثل أدب الرعب والخيال العلمي، والكتابات الرومانسية وأدب السيرة الذاتية، وسطوة السوشيال ميديا التي أثرت بشكل كبير على حركة صناعة الكتاب والنشر في مصر.